# Alexandre Koyré
Alexandre Vladimirovitsj Koyré (Russisch: Александр Владимирович Койранский, Taganrog (aan de Zee van Azov), 29 augustus 1892 - Parijs, 28 april 1964) was een Frans wetenschapsfilosoof en wetenschapshistoricus van Russische oorsprong. Zijn bekendste werk is From the Closed World to the Infinite Universe uit 1958.
Alexander Koyré studeerde in Göttingen in Duitsland bij Edmund Husserl en David Hilbert, en gaf later les aan de Sorbonne, een van de Parijse universiteiten. Hij begon met lessen over Hegel, maar werkte zelf verder aan de geschiedenis van de religie en de metafysica. Later focuste Koyré zich op Galileo Galilei, Plato en Isaac Newton. Hij valt dan ook te plaatsen binnen een bredere traditie van Franse wetenschapsfilosofen zoals Léon Brunschvicg, Émile Meyerson, Gaston Bachelard, Jean Cavaillès, Hélène Metzger en Georges Canguilhem.
Koyré was van grote invloed op Europese en Amerikaanse wetenschapsfilosofen zoals Thomas Kuhn en Paul Feyerabend. In 1961 ontving hij de George Sarton Medaille voor zijn werk op het gebied van de wetenschapsgeschiedenis.

## Publicaties
- 1929: La Philosophie de Jacob Boehme. Parijs, Jean Vrin.
- 1939: Études galiléennes. Parijs, Hermann.
- 1958: From the Closed World to the Infinite Universe. New York, Harper.
- 1961: La Révolution astronomique: Copernic, Kepler, Borelli. Parijs, Hermann.
- 1994: Introduction à la lecture de Platon. Parijs, Gallimard.

Over Alexander Koyré
- Jean-François Stoffel (2000), Bibliographie d'Alexandre Koyré. Florence, Olschki.